# Viola Györgyi
Viola Györgyi (Noruega, 11 de marzo de 1986) es una árbitra internacional de baloncesto. Vinculada al Norges Basketballforbund (NBBF) y a la BLNO noruega, actúa de forma habitual en competiciones europeas de clubes de FIBA Europa —EuroLeague Women y EuroCup Women— y ha sido seleccionada por FIBA para grandes torneos de selecciones, incluidos el EuroBasket 2022 y los Juegos Olímpicos de Tokio 2020 y París 2024.

## Trayectoria
Formada y residente en Trondheim, Györgyi es árbitra del NBBF y figura entre las principales colegiadas de la BLNO. Compagina la pista con la gestión federativa como daglig leder (directora) de la Región Midt del NBBF. En el ámbito internacional, acumula una amplia experiencia en torneos FIBA y en las máximas competiciones europeas de clubes femeninos desde la década de 2010.

## EuroLeague Women y EuroCup Women
Presente de forma regular en ELW y ECW. En 2024–25 arbitró, entre otros, los partidos Schio–Basket Landes (RS), Casademont Zaragoza–Valencia (RS) y CBK Mersin–Valencia (play-in).

## FIBA
Györgyi fue una de las 44 árbitras/os del EuroBasket 2022, con encuentros en el Grupo C de Milán (p. ej., Estonia–Ucrania y Gran Bretaña–Grecia).  
FIBA la seleccionó asimismo para el EuroBasket Femenino 2025 y para el EuroBasket 2025 masculino.  
En competiciones de selecciones, también ha arbitrado Pre-Clasificatorios al Mundial 2027 (p. ej., Ucrania–Eslovaquia en Riga; Países Bajos–Gran Bretaña en Almere) y el Mundial U19 Femenino 2025.

## Juegos Olímpicos
Seleccionada por FIBA para Tokio 2020 —donde dirigió encuentros de la fase de grupos, como el Nigeria–Estados Unidos (femenino)— y para París 2024. Fue la primera árbitra noruega designada para unos Juegos Olímpicos.
Partidos destacados (selección)
- EuroBasket 2022 (Grupo C): Estonia – Ucrania (03/09/2022, Milán).[22]
- EuroLeague Women 2024–25 (RS): Beretta Famila Schio – Basket Landes (Italia).[23]
- EuroLeague Women 2024–25 (Play-in): ÇBK Mersin – Valencia.[24]

## Reconocimientos
- “Årets dommer” BLNO (hombres): 2023, 2024 y 2025.[25]
- Primera árbitra noruega seleccionada para unos Juegos Olímpicos (Tokio 2020).[26]